# Famille von Ploetz
La famille von Ploetz est une ancienne famille noble de Poméranie.
Les Ploetz de Poméranie (également appelés « Fisch-Ploetze » d'après leurs armoiries) doivent être distingués de la famille noble de la Nouvelle-Marche du même nom, von Ploetz (de) (les « Schwan-Ploetzen »), et des nobles von Ploetz (de), qui sont anoblis en 1790 et qui sont d'une famille et d'armoiries différentes.

## Histoire
Une légende fait descendre les Ploetze de Poméranie d'une famille ministérielle des ducs ascaniens d'Anhalt, qui avaient leur siège au château de Plötzkau (de), les futurs comtes de Plötzke. Le premier représentant de cette famille bientôt très noble, apparentée par mariage à de nombreuses grandes dynasties, est Bernhard Ier vers 1030/40, un comte important en Ostphalie. Son fils Dietrich, comte de Plötzkau, est marié à Mechthild von Walbeck (de), fille de Konrad von Walbeck (de), burgrave de Magdebourg. Cyriacus Spangenberg écrit dans son Adelsspiegel de 1594 (Lib. X Cap.5 pag. 12) à propos de la famille Ploetz, "que certains de cette famille très distinguée sont burgraves de Magdebourg, et nous pensons particulièrement au comte Herrmannus von Plötzke, dont le frère s'appelle Helfried, qui règne comme burgrave à Magdebourg vers l'an 1117". Le prince-évêque de Brandebourg, Friedrich von Plötzke (de) (mort en 1316), est issu de la famille des comtes d'Anhalt, tout comme le Grand Commandeur de l'Ordre teutonique, Heinrich von Plötzke (également : von Plötzkau, mort en 1320). Le Neues Preussisches Adels-Lexicon de 1837 mentionne également que les Ploetze dérivent des comtes de Plötzk(au), mais confond les armoiries avec celles des Ploetz de la Nouvelle-Marche.
La famille de Poméranie est mentionnée pour la première fois dans un document du 5 février 1271 avec le dominus Hermannus de Plocech et la ligne directe de descendance commence avec Roloff ( Rolf ) de Plocech, qui vend Lüdershagen à la ville de Stralsund en 1290 et se réinstalle en Poméranie ultérieure. La forme du nom change entre Plocech, Plocize, Plosz, Plotze, Ploz, Plotzke et Ploetz.
Les Ploetz acquièrent les domaines de Stuchow (de), Medewitz et Staarz en Poméranie-Occidentale, plus tard ils sont également inféodés à Krakow, Gurnitz près de Stettin et Zirslaff sur Wollin et acquièrent Moratz, Bresow, le fidéicommis de Groß Weckow (arrondissement de Cammin) avec Schinchow, Gnageland, Deuthin et Kirsteinsdorf (de 1842 à 1945), le domaine de Klücken (arrondissement de Pyritz) et le domaine de Stregow (arrondissement de Cammin-en-Poméranie (de)). Le château de Quilow (de) en Poméranie-Occidentale devient la propriété de la branche de Stuchow par héritage en 1858 ; Jusqu'en 1945, le propriétaire de Stuchow est Henning von Ploetz, et le propriétaire de Quilow est son frère cadet Claus von Ploetz. Le domaine de Quilow avec son château entouré de douves comprend Vitense et la ferme de Stolpmühl.

## Armoiries

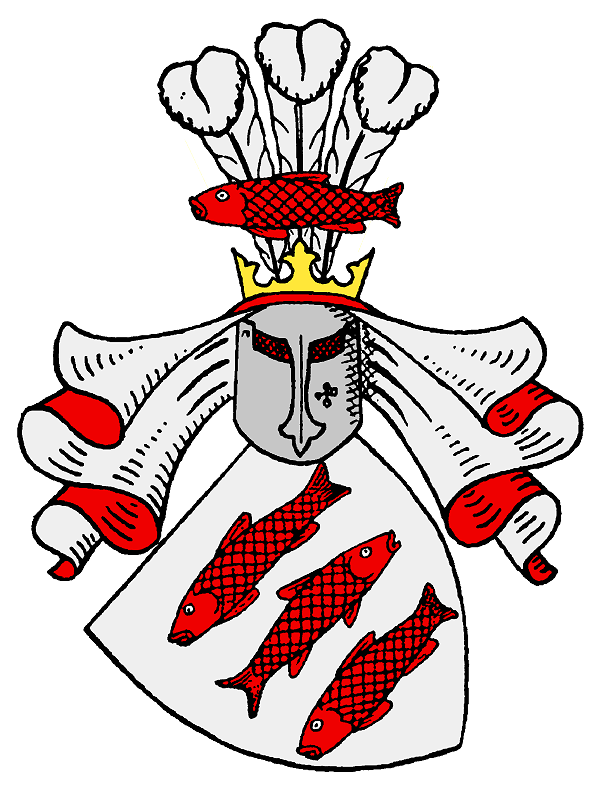
Armoiries de la famille von Ploetz

Le blason représente en argent trois poissons rouges (gardons) l'un au-dessus de l'autre, celui du milieu tourné vers la gauche. Sur le casque aux coques rouges et argentées, un poisson rouge devant trois plumes d'autruche argentées. Il est contenu dans une frise d'armoiries des 24 propriétaires fonciers et des 3 villes du conseil d'arrondissement de Greifswald (de). Les Ploetz sont des membres des districts de domaine de Quilow et de Vitense en Poméranie-Occidentale.

Armoiries historiques
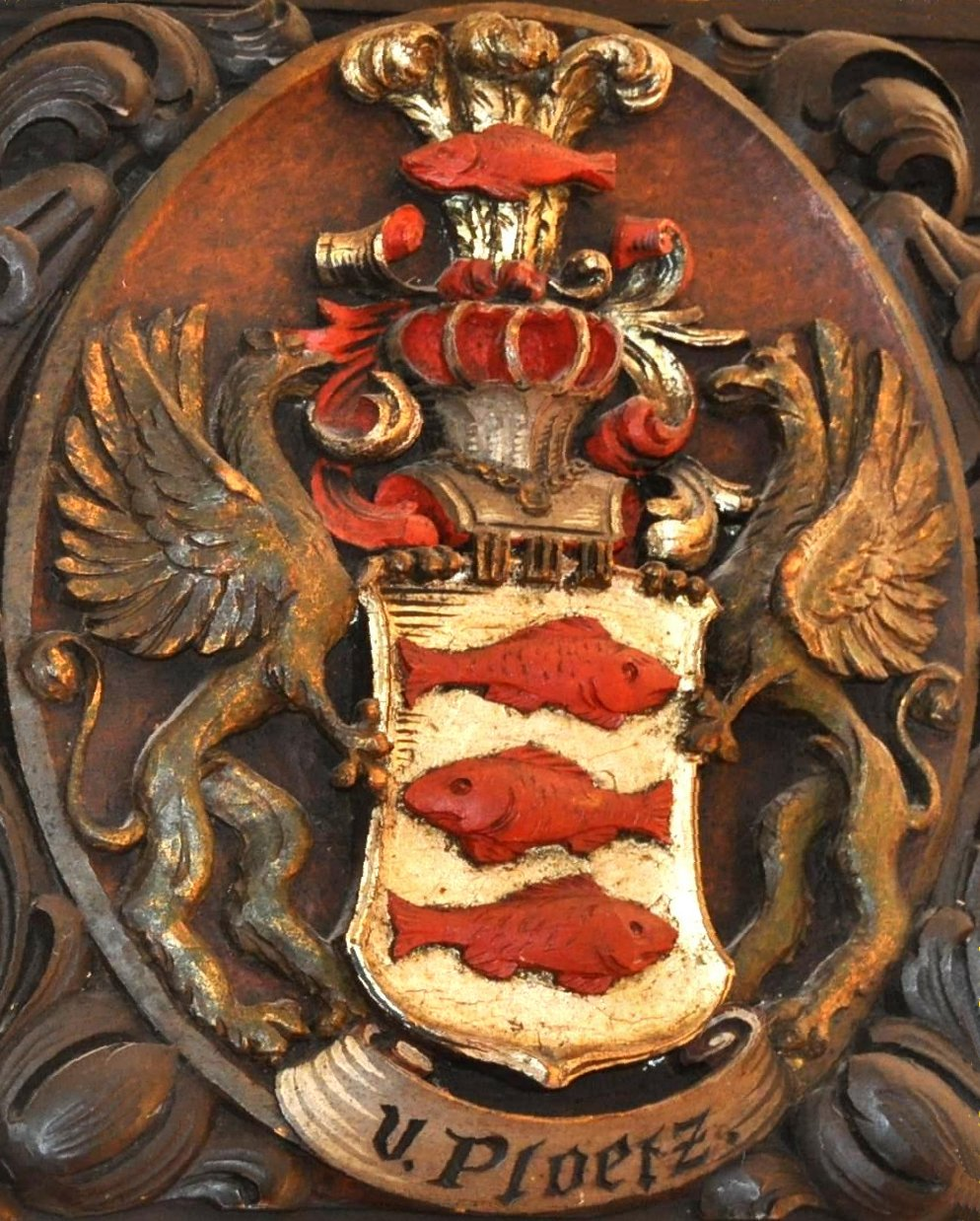
Armoiries de la famille von Plötz dans le bureau du district de Greifswald
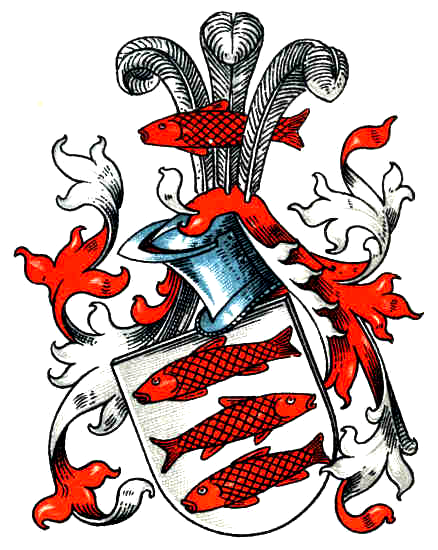
Armoiries de la famille von Ploetz dans le Livre des Armoiries de Silésie

## Personnalités
- Johann Ernst von Plötz (de) (1708–1782), colonel prussien, chef du corps des cadets et chef du 6e bataillon de grenadiers (1753-1757)
- Karl Christoph von Plötz (de) (1711–1776), général de division prussien, chevalier de l'ordre Pour le Mérite et commandant du 22e régiment d'infanterie
- Ferdinand von Plötz (1748–1829), originaire de Batzwitz, lieutenant général prussien
- Franz Heinrich Christian von Ploetz (de) (1741–1819), lieutenant général prussien, chevalier de l'ordre Pour le Mérite, commandant du 42e régiment d'infanterie et gouverneur de Varsovie
- Christian Friedrich Wilhelm von Ploetz (de) (1745–1816), lieutenant général prussien, commandant de Stettin
- Albert von Ploetz (de) (1803–1876), administrateur de l'arrondissement de Cammin-en-Poméranie (de) et député de la chambre des seigneurs de Prusse, seigneur de Groß-Weckow, Schinchow, Gnageland, Deuthin et Kirsteinsdorf
- Karl von Ploetz (1799-1872), conseiller régional, propriétaire foncier de Stuchow près de Cammin marié avec Friederike von Owstin (de), héritière de Quilow (de) et Vitense en Poméranie-Occidentale depuis 1858
- Leo von Ploetz (1848–1915), propriétaire foncier de Stuchow et Quilow marié avec Julie von Köller (1859–1942), fille de Georg von Köller
- Paul von Ploetz (de) (1839–1915), directeur régional prussien marié en 1868 avec Marie von Flemming (1843–1925), fille du maréchal héréditaire Franz von Flemming, seigneur des domaines de Basenthin, Zebbin, Benz et Paatzig
- Paul von Ploetz (1847–1930), général d'infanterie et homme politique prussien, chevalier de l'ordre de l'Aigle noir
- Egon von Ploetz (de) (1880–1964), général de division allemand, propriétaire foncier de Cartlow, Schinchow et Groß-Weckow
- Mira (Marie Lully) von Ploetz-Stuchow (1889–1955), mariée à Malte zu Putbus (de)

Possessions
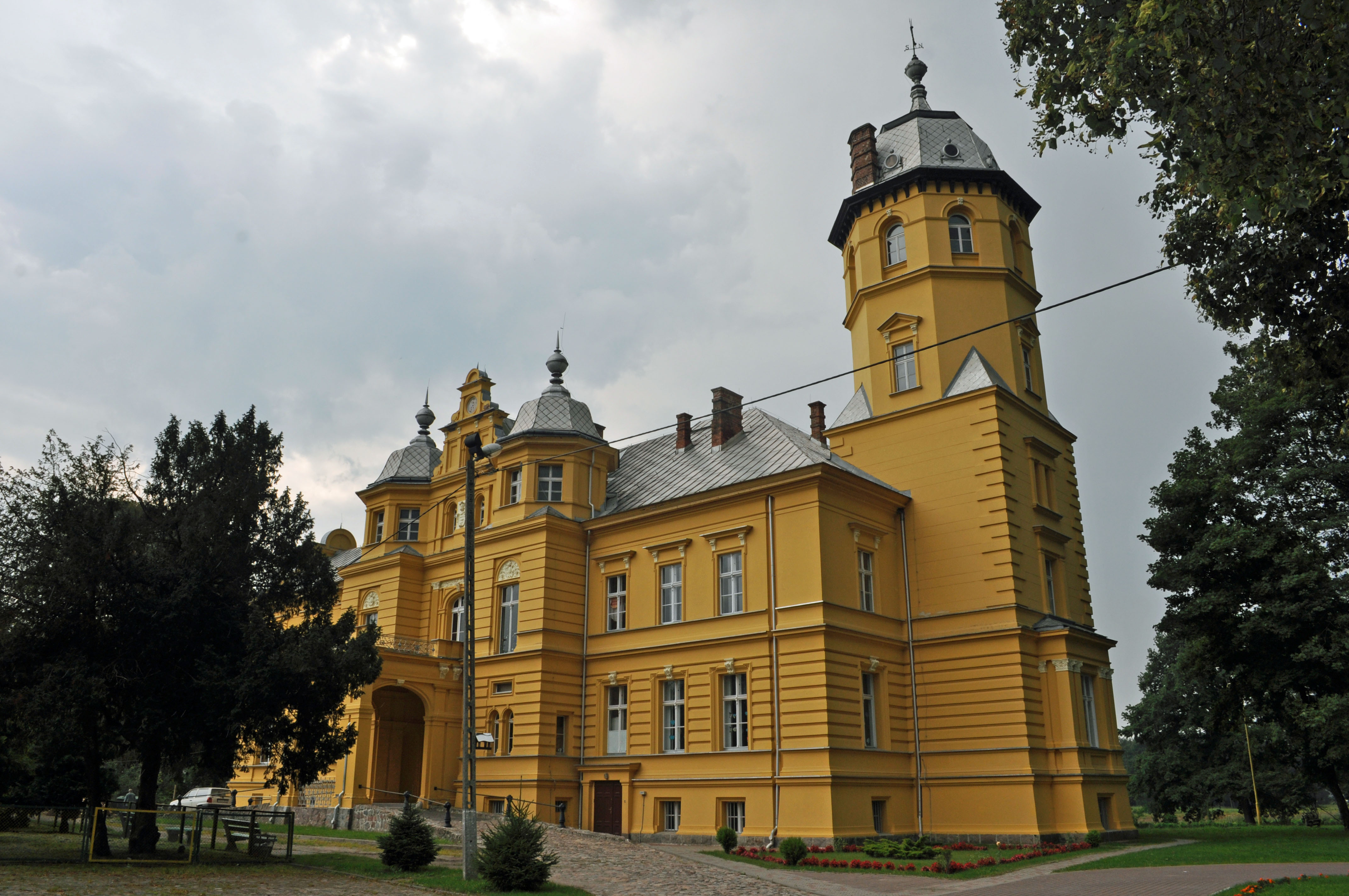
Stuchow, Poméranie
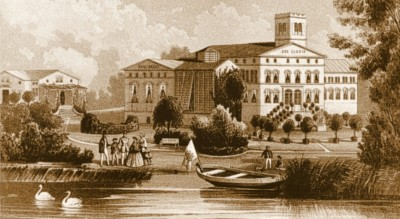
Groß Weckow, Poméranie-Occidentale
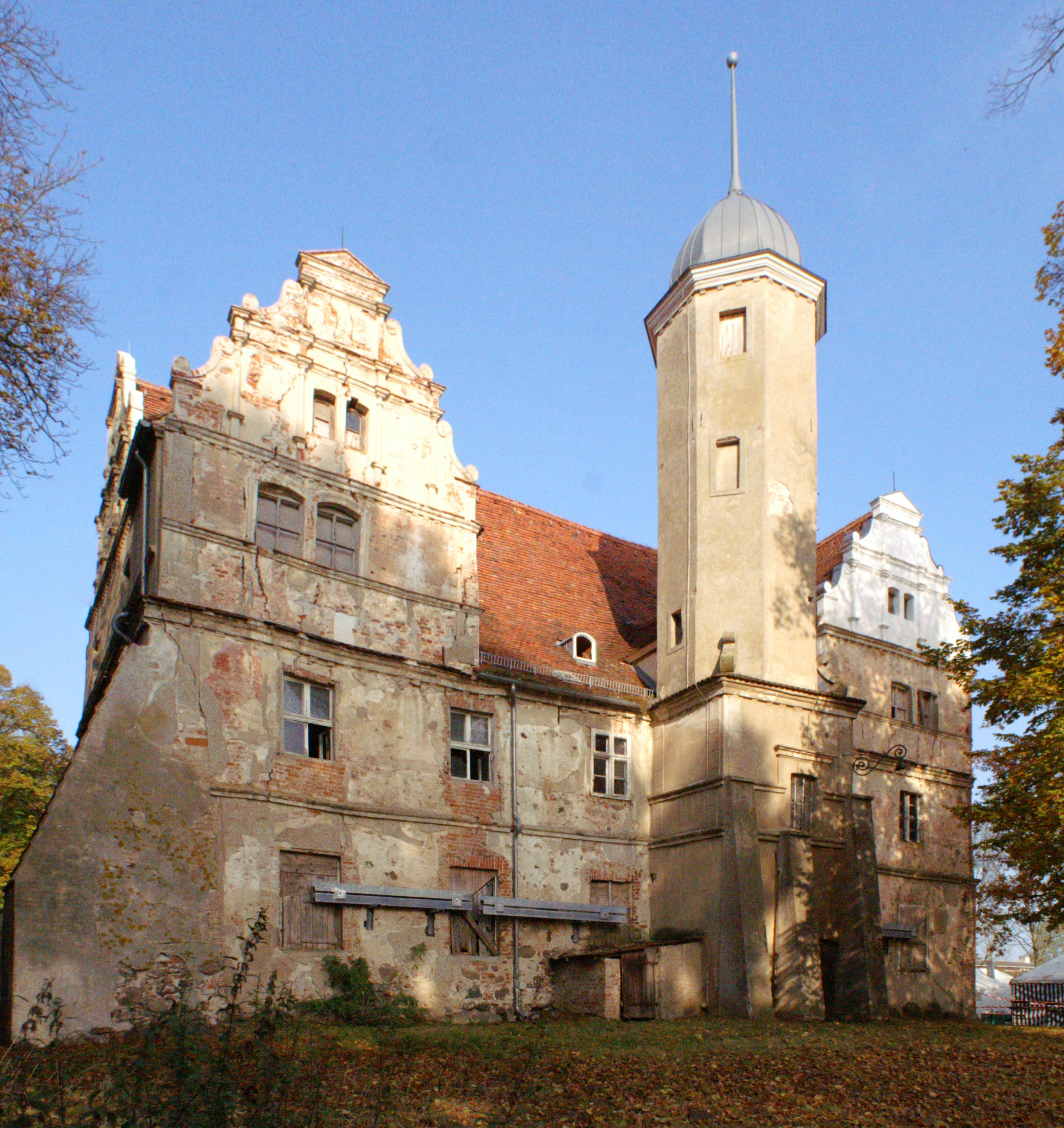
Château de Quilow (de), Poméranie-Occidentale